# Tritium Autrigonum
Tritium Autrigonum fou una ciutat preromana d'Hispània. En l'enumeració de les civitates hispàniques anteriors a l'arribada dels romans, Plini el Vell esmenta Tritium entre les deu que formaven el territori dels autrigons. També és esmentada dues vegades a l'Itinerari d'Antoní, localitzada en una calçada que es dividia a Virovesca (Briviesca). La construcció d'aquesta calçada, es relaciona amb la campanyes militars de Roma contra els càntabres i asturs, que venen precedides per les guerres càntabres del segle I aC, amb la serva romanització per la campanya d'August del 26 aC.

## Ubicació
El territori dels autrigons ocuparia l'actual comarca burgalesa de La Bureba, on estava situada l'antiga Virovesca, la major part de les Merindades i Comarca de l'Ebro, on estava situada Deobriga l'actual Miranda de Ebro, així com els municipis càntabres de Valle de Villaverde, Guriezo, Liendo, Castro Urdiales i els bascos de Vall de Carranza, Trucios, Arcentales i Sopuerta.
Els moderns estudis, estan d'acord a situar la ciutat, al Monasterio de Rodilla, prop del port de la Brújula, entre Briviesca i Burgos que en època romana formava part de la Via Aquitània.

## Actualitat
Dissortadament, en l'actualitat s'ha construït sobre les restes d'aquesta ciutat autrigona, un dels jaciments més grans del país sense haver estat estudiat, un camp de generadors eòlics que ha destrossat tot el jaciment a causa del tràfec de vehicles pesats i grues, instal·lant els seus fonaments, els camins de servei, les casetes de control, etc., etc. A això cal afegir l'espoli sofert durant dècades per usuaris de detectors de metalls i cercadors aficionats de tota mena, tot i que hi havia un cartell de la Junta de Castella i Lleó avisant que era una zona arqueològica protegida, no havia cap mena de vigilància.